# Horninglow
Horninglow – dzielnica miasta Burton upon Trent, w Anglii, w Staffordshire, w dystrykcie East Staffordshire. Leży 32,1 km od miasta Stafford, 41,8 km od miasta Stoke-on-Trent i 180,4 km od Londynu. W 2011 roku dzielnica liczyła 8751 mieszkańców.